# Borgin (Sandvík)
Borgin (Sandvík) è un rilievo alto 429 metri sul mare situata sull'isola di Suðuroy, situata nell'arcipelago delle Isole Fær Øer, in Danimarca.